# Kastos
Kastos (gr. Καστός) – grecka wyspa położona w archipelagu Wysp Jońskich, w administracji zdecentralizowanej Peloponez, Grecja Zachodnia i Wyspy Jońskie, w regionie Wyspy Jońskie, w jednostce regionalnej Leukada, w gminie Leukada.
Do końca 2010 roku należała do prefektury w Lefkas, a do połowy lat 70. XX wieku wyspa administracyjnie należała do prefektury w Kefalini. 
Populacja wyspy wynosi 80  osób. Najbliżej położoną wyspą jest Kalamos oddalona od wyspy o 5 km. Na Kastos znajduje się szkoła, kościół oraz plac. Najbliższe gimnazjum oraz liceum znajduje się w jednostce regionalnej Etolia-Akarnania, choć większość uczniów uczęszcza do szkół położonych w Nidri. 

## Zmiany populacji wyspy
| Rok  | Populacja | Zmiana      |
| ---- | --------- | ----------- |
| 1981 | 68        | –           |
| 1991 | 50        | -12/-17.65% |
| 2001 | 120       | +70/+140%   |
| 2011 | 80        | - 40/- 33%  |

## Geografia
Na wyspie znajduje się zaledwie jedna miejscowość – Kastos. Głównym zajęciem większości mieszkańców jest rybołówstwo. Na najbliżej położoną Kalamos najłatwiej dostać się ze wschodniego krańca Kastos. Długość wyspy Kastos wynosi 7 |km, szerokość 800 m, a powierzchnia 5,90 km². Najwyższy szczyt na wyspie wznosi się na 142 n.p.m.